# Camellia Bowl 2021
Match précédent Match suivant
Le Camellia Bowl 2021 est un match de football américain de niveau universitaire joué après la saison régulière de 2021, le 25 décembre 2021 au Cramton Bowl situé à Montgomery dans l'État d'Alabama aux États-Unis. 
Il s'agit de la 8e édition du Camellia Bowl.
Le match met en présence l'équipe des Panthers de Georgia State issue de la Sun Belt Conference et l'équipe des Cardinals de Ball State issue de la Mid-American Conference.
Il débute à 13 h 35 locales (20h30 en France) et est retransmis à la télévision par ESPN.
Sponsorisé par la société TaxAct (en), le match est officiellement dénommé le 2021 TaxAct Camellia Bowl.
Georgia State gagne le match sur le score de 51 à 20.

## Présentation du match
| Équipes | Conférences | Entraîneurs                    | Stats. saison rég. | Classements avant le bowl | Classements avant le bowl | Classements avant le bowl |
| --- | ----------- | ------------------------------ | ------------------ | ------------------------- | ------------------------- | ------------------------- |
| Équipes | Conférences | Entraîneurs                    | Stats. saison rég. | CFP                       | AP                        | Coaches                   |
| Panthers de Georgia State                                                                                       | Sun Belt    | Shawn Elliott (en) (5e saison) | 7-5                | NC                        | NC                        | NC                        |
| Cardinals de Ball State                                                                                         | MAC         | Mike Neu (en) (6e saison)      | 6-6                | NC                        | NC                        | NC                        |
| - Arbitre : Kevin Vicknair (C-USA) ; - Équipe donnée favorite par les bookmakers : Georgia State par 4½ points. |             |                                |                    |                           |                           |                           |

Il s'agit de la 3e rencontre entre les deux équipes :
| Saison | Date             | Vainqueur     | Score   | Perdant       | Compétition                                  |
| ------ | ---------------- | ------------- | ------- | ------------- | -------------------------------------------- |
| 2016   | 2 septembre 2016 | Ball State    | 31 - 21 | Georgia State | Saison régulière, match joué à Georgia State |
| 2015   | 17 octobre 2015  | Georgia State | 31 - 19 | Ball State    | Saison régulière, match joué à Ball State    |

### Panthers de Georgia State
Avec un bilan global en saison régulière de 7 victoires et 5 défaites (6-2 en matchs de conférence), Georgia State est éligible et accepte l'invitation pour participer au Camellia Bowl de 2021.
Ils terminent 2e de la Division Est de la Sun Belt Conference derrière Appalachian State.
À l'issue de la saison 2021, ils n'apparaissent pas dans les classements CFP, AP et Coaches.
Il s'agit leur première apparition au Camellia Bowl.
| Logo     | Postes        | Joueurs                                        | Statistiques                                                      |
| -------- | ------------- | ---------------------------------------------- | ----------------------------------------------------------------- |
|          | Quarterback   | Darren Grainger                                | 121/209 passes réussies pour 1 512 yards, 16 TDs, 4 interceptions |
| Coureur  | Tucker Gregg  | 16 courses pour 899 yards nets gagnés et 9 TDs |                                                                   |
| Receveur | Jamari Thrash | 31 réceptions pour 447 yards et 3 TDs          |                                                                   |

### Cardinals de Ball State
Avec un bilan global en saison régulière de 6 victoires et 6 défaites (4-4 en matchs de conférence), Ball State est éligible et accepte l'invitation pour participer au Camellia Bowl de 2021.
Ils terminent 4e de la Division Ouest de la Mid-American Conference derrière Northern Illinois, Central Michigan et Toledo.
À l'issue de la saison 2021, ils n'apparaissent pas dans les classements CFP, AP et Coaches.
Il s'agit leur première apparition au Camellia Bowl.
| Logo     | Postes          | Joueurs                                         | Statistiques                                                      |
| -------- | --------------- | ----------------------------------------------- | ----------------------------------------------------------------- |
|          | Quarterback     | Drew Plitt                                      | 221/365 passes réussies pour 2 248 yards, 17 TDs, 5 interceptions |
| Coureur  | Carson Steele   | 177 courses pour 829 yards nets gagnés et 6 TDs |                                                                   |
| Receveur | Jayshon Jackson | 57 réceptions pour 683 yards et 4 TDs           |                                                                   |